# Margit körút
A Margit körút Budapest II. kerületében található, a Széll Kálmán tértől a Margit hídig vezet, és e hídon a Szent István körútba megy át. A Nagykörút budai szakasza.
Már a rómaiak idején is út vezetett itt, a középkorban is jelentős volt, mert a tatárjárás előtti időszakban a mai Margit híd táján létezett dunai átkelőhelyhez vezetett.

## Nevének eredete
A török uralom után körülbelül két évszázadig Országút (Landstrasse) volt. Felső szakasza a mai Széna tértől a Bem József utcáig Felső Országút volt (Obere Landstrasse), majd később onnan a Török utcáig terjedő része Ófő utca (Alte Hauptgasse). A további, Margit hídig terjedő szakasza Püspök utca (Bischofgasse), néhol Prímás utca néven szerepelt. 1870 előtt németül, majd magyarul jelölték.
1875-ben az Ófő utca, Bem József utca és Püspök utca közti szakasz az Alsó Főút nevet kapta, míg a Frankel Leó útig terjedő rész Török utca volt. 1879-ben a Felső Országút Országút nevet kapott. A budai körút első szakaszának kiépítése után, 1894-ben a Margit hídtól a mai Széll Kálmán térig terjedő szakaszt Árpád-házi Szent Margitról Margit körútnak nevezték el. 1945 és 1992 között, 47 éven át a Mártírok útja nevet viselte. 1992 óta ismét Margit körút a neve.

## Légi felvételek

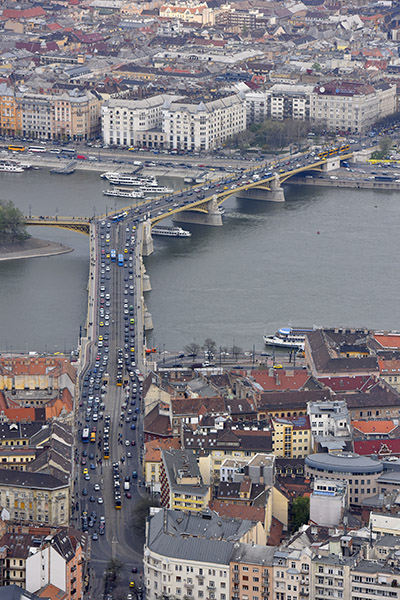
A Margit körút Margit-híddal légi felvételen
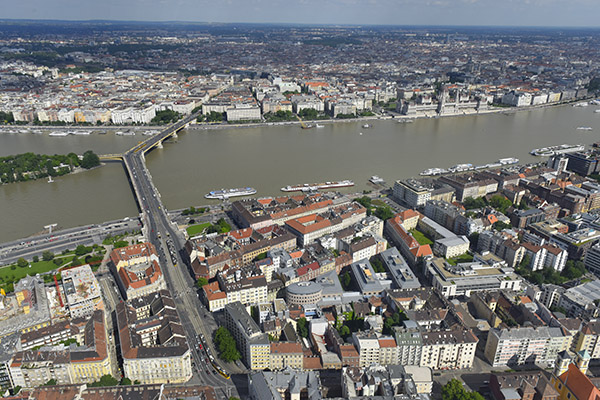
Margit körút légi fotón

## Jelentősebb épületei

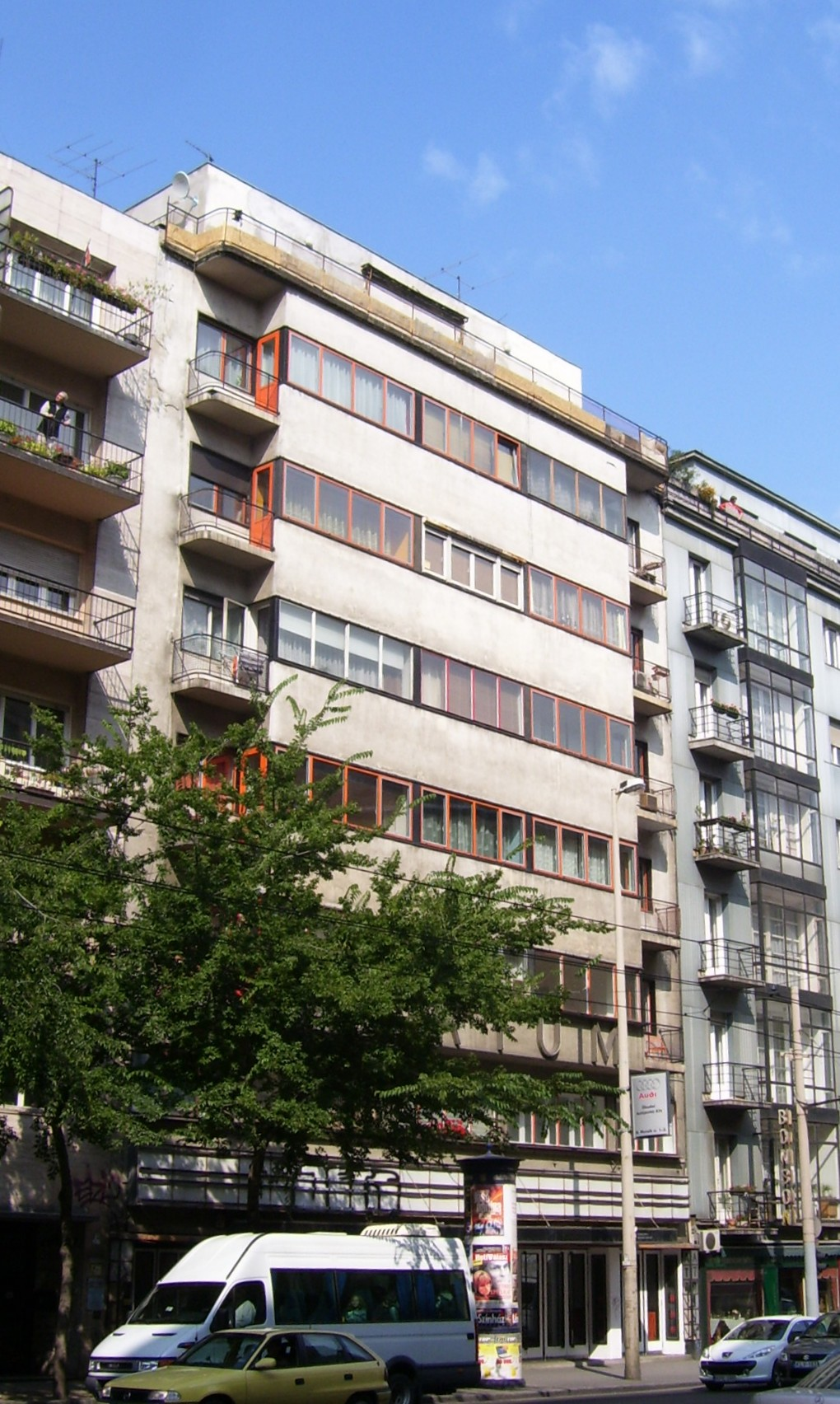
Az Átrium ház a Margit körút 55. alatt

23. szám: budai ferences római katolikus templom és rendház (Budapest Országúti Szent István első vértanú templom)
66. szám: a középkori alsó városfal maradványai
55. szám: az 1936-ben átadott Átrium filmszínház és lakóház épületét Kozma Lajos tervezte 1935-ben.
85. szám: A Fény utca és a Margit körút között megmaradt, a korábbi Ganz Villamossági Művek épületekkel együtt a Gazdasági Minisztérium 1968-1970 között, a a Nemzeti Fejlesztési és Gazdasági Minisztérium (előzőleg Kohó- és Gépipari Minisztérium) az egykori Margit körúti fogház helyére épült irodaházával együtt 2014–2015 között bontották le. A gyár belső részének területén a Millenáris Park 2000–2001 között épült fel. Az irodaház helyén a „Millenáris Széllkapu” nevű parkot 2017–2019 között alakították ki. A hírhedt fogház emlékére itt állították fel a Mártíremlékművet, Kiss Nagy András 1979-ben készült alkotását. A Széllkapu 2020. augusztus 20-án nyilt meg.
Az 1998-ban és 2001-ben megnyitott Mammut Bevásárló- és Szórakoztatóközpont I. és II. épülete szintén a Margit körúton helyezkedik el, a Széna téri torkolat nyugati oldalán.